# 岩崎亜久竜
岩﨑 亜久竜（いわさき あぐり、1997年12月17日 - ）は、静岡県駿東郡清水町出身の日本のプロゴルファー。2020年9月12日よりツアープレーヤー転向。テーラーメイドとゴルフ用品の使用を契約。

## 経歴
父の影響で8歳のころからゴルフを習いはじめ、クラーク記念国際高校から日本大学に進み、大きな大会での優勝歴はないが2018年「関東アマ」3位、2019年「日本アマ」4位など上位の成績を収める。
2020年のQTで25位に入り2021年はABEMAツアー中心にプレー。2022年よりツアーにフル参戦すると開幕戦で初の最終日最終組を経験してが5位。これを皮切りに度々上位に顔を出し「日本ゴルフツアー選手権」2日目には首位を初体験するも結果は3位。「パナソニックオープン」では当時アマだった蟬川泰果に惜しくも競り負けた。2位が計3回と未勝利ながら賞金ランク3位に入り欧州ツアー出場権を掴む。
2023年は欧州で結果を出せず、国内でも苦戦していたが、3打差7位で最終日を迎えた「日本オープン」で上位が伸び悩む中65を叩き出し、石川遼との争いを制してメジャータイトルで初優勝を飾る。
亜久竜という名前は、外国人にも呼びやすく覚えやすい名前をとの両親の思いで名付けられた。元F1レーサーの鈴木亜久里と名前の読み方が同じで「鈴木亜久里さんより有名になりたい」と語る。
2024年9月「ANAオープン」において最終日に首位と3打差7位タイでスタートし1イーグル、6バーディー、1ダブルボギーの66で回り、1994年尾崎将司の大会最少スコアタイとなる通算20アンダーで逆転優勝を飾る。

## プロ優勝（2）

### 日本ツアー優勝（2）
| No. | Date        | Tournament               | スコア                 | 2位との差 | 2位（タイ）         |
| --- | ----------- | ------------------------ | ---------------------- | --------- | ------------------- |
| 1   | 15 Oct 2023 | 日本オープンゴルフ選手権 | −8（68-72-67-65=272）  | 2打       | 石川遼              |
| 2   | 15 Sep 2024 | ANAオープン              | −20（66-67-69-66=268） | 2打       | 金子駆大 永野竜太郎 |